# Housain Al-Mogahwi
Housain Al-Mogahwi (ar. حسين المقهوي; ur. 30 czerwca 1988 w Al-Hufuf) – saudyjski piłkarz, występujący na pozycji pomocnika w saudyjskim klubie Al-Adalah FC. 23-krotny reprezentant Arabii Saudyjskiej. Uczestnik Mistrzostw Świata 2018 i Pucharu Azji 2019.

## Statystyki

### Klubowe
Na podstawie:
| Klub           | Sezonów | Liga                        | Liga  | Liga   | Puchar krajowy | Puchar krajowy | Kontynentalne | Kontynentalne | Suma  | Suma   |
| Klub           | Sezonów | Liga                        | Mecze | Bramki | Mecze          | Bramki         | Mecze         | Bramki        | Mecze | Bramki |
| -------------- | ------- | --------------------------- | ----- | ------ | -------------- | -------------- | ------------- | ------------- | ----- | ------ |
| Al-Adalah FC   | ?       | ?                           | ?     | ?      | ?              | ?              | –             | –             | ?     | ?      |
| Al-Fateh SC    | 4       | Saudi Professional League   | 90    | 9      | 13             | 0              | 5             | 0             | 8     | 0      |
| Al-Ahli Dżudda | 8       | Saudi Professional League   | 161   | 19     | 25             | 4              | 45            | 2             | 231   | 25     |
| Al-Fateh SC    | 1       | Saudi Professional League   | 11    | 0      | 1              | 0              | –             | –             | 12    | 0      |
| Al-Adalah FC   | 1       | Saudi First Division League | 4     | 0      | 0              | 0              | –             | –             | 4     | 0      |
|                | Łącznie | Łącznie                     | 266   | 28     | 41             | 4              | 50            | 2             | 357   | 34     |

### Reprezentacyjne
Na podstawie:
| Mecze na Mistrzostwach Świata 2018 | Mecze na Mistrzostwach Świata 2018 | Mecze na Mistrzostwach Świata 2018 | Mecze na Mistrzostwach Świata 2018 | Mecze na Mistrzostwach Świata 2018 | Mecze na Mistrzostwach Świata 2018 | Mecze na Mistrzostwach Świata 2018 | Mecze na Mistrzostwach Świata 2018 | Mecze na Mistrzostwach Świata 2018 |
| Lp.                                | Data                               | Miasto                             | Przeciwnik                         | Wynik                              | Czas                               | Gole                               | Inne                               | Faza rozgrywek                     |
| ---------------------------------- | ---------------------------------- | ---------------------------------- | ---------------------------------- | ---------------------------------- | ---------------------------------- | ---------------------------------- | ---------------------------------- | ---------------------------------- |
| 2.                                 | 20.06.2018                         | Rostów nad Donem                   | Urugwaj                            | 0:1 (0:1)                          | 46'–90'                            |                                    |                                    | Faza grupowa                       |
| 3.                                 | 25.06.2018                         | Wołgograd                          | Egipt                              | 2:1 (1:1)                          | 1'–90'                             |                                    |                                    | Faza grupowa                       |

| Mecze w Pucharze Azji 2019 | Mecze w Pucharze Azji 2019 | Mecze w Pucharze Azji 2019 | Mecze w Pucharze Azji 2019 | Mecze w Pucharze Azji 2019 | Mecze w Pucharze Azji 2019 | Mecze w Pucharze Azji 2019 | Mecze w Pucharze Azji 2019 | Mecze w Pucharze Azji 2019 |
| Lp.                        | Data                       | Miasto                     | Przeciwnik                 | Wynik                      | Czas                       | Gole                       | Inne                       | Faza rozgrywek             |
| -------------------------- | -------------------------- | -------------------------- | -------------------------- | -------------------------- | -------------------------- | -------------------------- | -------------------------- | -------------------------- |
| 1.                         | 08.01.2019                 | Dubaj                      | Korea Północna             | 4:0 (2:0)                  | 1'–90'                     |                            | asysta                     | Faza grupowa               |
| 2.                         | 12.01.2019                 | Dubaj                      | Liban                      | 2:0 (1:0)                  | 1'–90'                     | 66'                        |                            | Faza grupowa               |
| 3.                         | 17.01.2019                 | Abu Zabi                   | Katar                      | 0:2 (0:1)                  | 1'–90'                     |                            | kapitan                    | Faza grupowa               |
| 4.                         | 21.01.2019                 | Szardża                    | Japonia                    | 0:1 (0:1)                  | 1'–90'                     |                            | kapitan                    | 1/8 finału                 |

## Sukcesy
Na podstawie:

### Klubowe
Z Al-Fateh:
- Mistrz Arabii Saudyjskiej 2012/13
- Superpuchar Arabii Saudyjskiej 2013/14

Z Al-Ahli:
- Mistrz Arabii Saudyjskiej 2015/16
- Puchar Arabii Saudyjskiej 2015/16
- Superpuchar Arabii Saudyjskiej 2016/17